# Antonio Nocera

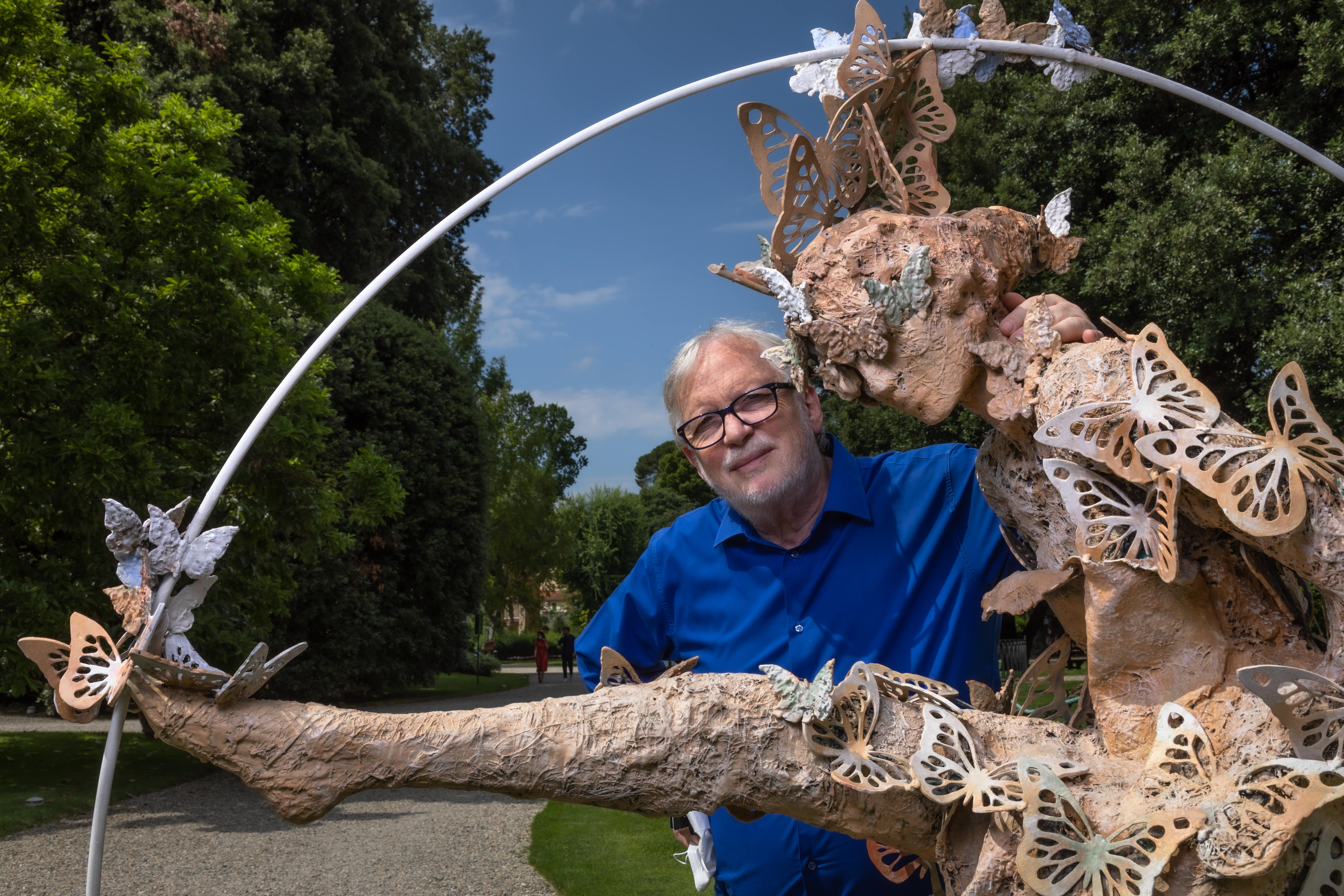
Antonio Nocera e la sua "Gioia di vivere", bronzo policromo, 2016

Antonio Nocera (Caivano, 10 gennaio 1949) è un artista, scultore e pittore italiano.

## Biografia
Frequenta dapprima l'Istituto d'Arte e poi l'Accademia di Belle Arti di Napoli. A 21 anni si trasferisce a Milano dove presenta una mostra personale dedicata al tema della Resistenza. Nel 1974, si stabilisce a Parma dove espone una personale presso le scuderie del Palazzo della Pilotta.
Negli anni ottanta, concentra la sua attenzione su Pulcinella, emblematico personaggio della tradizione napoletana. Si trasferisce a Roma per collaborare con l'Istituto Poligrafico e Zecca dello Stato, per il quale realizza litografie su lastra di zinco e incisioni all'acqua forte e acqua tinta. Nel 1989 espone una personale presso il Parlamento Europeo a Strasburgo sul tema della Rivoluzione francese, in occasione del bicentenario.
A Parigi, dove si stabilisce per nove anni, inaugura poi il ciclo dedicato allo Chaperon Rouge e alle fiabe, tema ricorrente nelle sue opere: poco dopo dà inizio al ciclo Terres de Lune, terres de fable e crea la collezione di sculture-gioiello in oro e brillanti La Luna e lo Zodiaco, in cui ogni segno viene rappresentato con un caratteristico volto di donna.
Nel 2002, presenta a Roma, nella Sala Alessandrina presso il Ministero dei Beni culturali, il suo libro d'artista Pinocchio-Storia di un Burattino, riprendendo il tema del famoso personaggio collodiano al quale continua a dedicare molti dei suoi lavori, spesso in collaborazione con la Fondazione Nazionale Carlo Collodi. Successivamente, presenta la mostra Pinocchio et la Luna presso il comune di Parigi, poi trasferita presso la sede del Parlamento Europeo con l'inaugurazione di Giorgio Napolitano e Mario Monti.

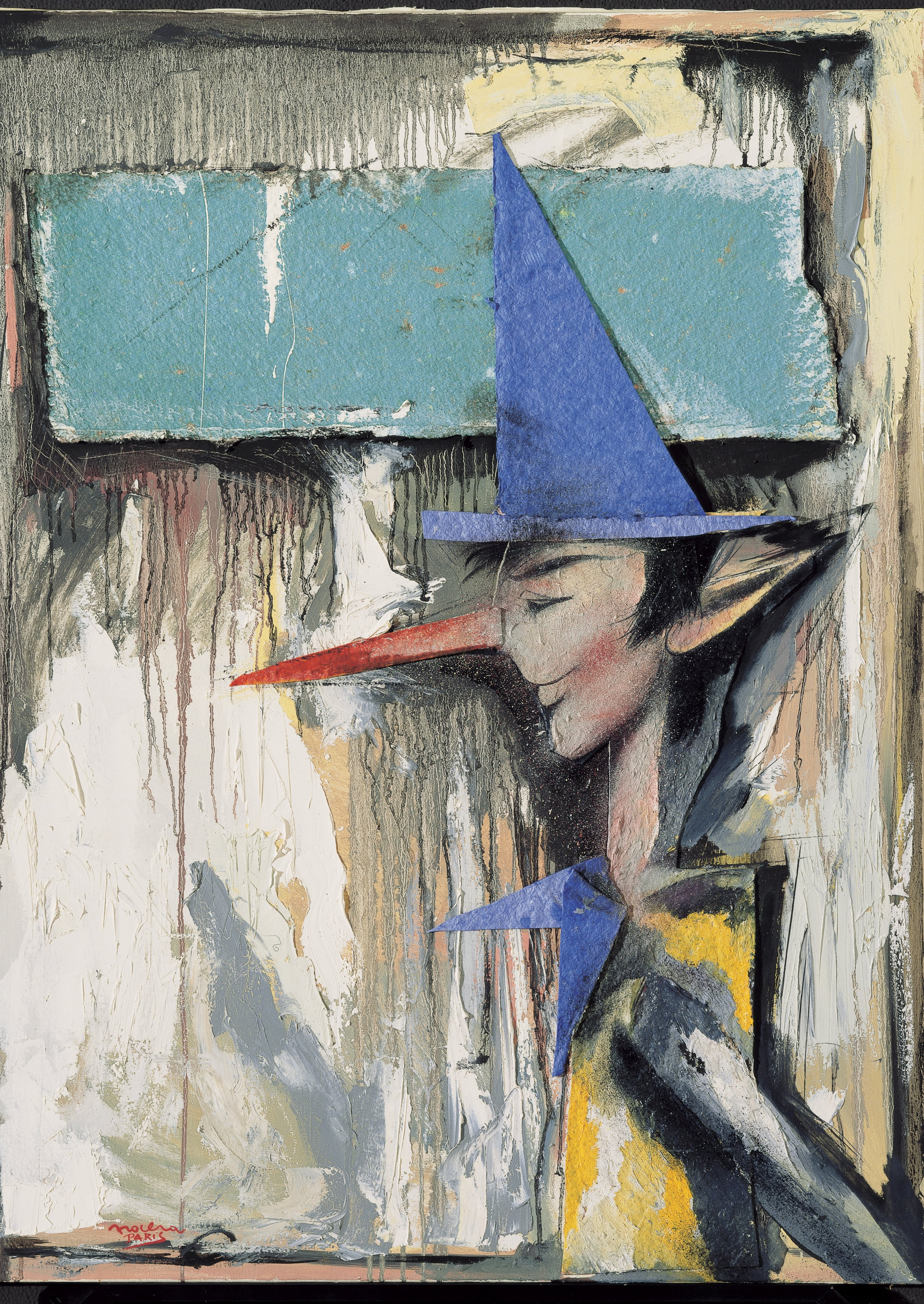
"Métamorphose", acrilico e collage su tela, 2006

Numerosi sono i lavori e le opere di Nocera legati alla sfera religiosa: in occasione del Giubileo, presenta in Vaticano il suo bassorilievo Anno 2000 e il libro d'artista Vangeli, ricevuto da Papa Giovanni Paolo II. Nel 2005, con la benedizione di Papa Benedetto XVI, realizza la scultura Christus patiens per l'altare della chiesa dello Spirito Santo dei Napoletani a Roma. Avrà poi modo di tornare in Vaticano nel 2022 per donare il suo quinto libro d'artista dedicato a Pinocchio a Papa Francesco.
Per celebrare il 50º anniversario del disastro di Marcinelle in Belgio, nel 2006 la Presidenza Nazionale del Patronato INCA-CGIL commissiona a Nocera la realizzazione del monumento in bronzo Ou la lampe passe... le mineur doit passe!, ancora oggi esposto presso il giardino del Museo Le Bois du Cazier.
Nel corso della sua carriera ha modo di presentare numerose mostre personali sia in Italia che all'estero: nel 2007, inaugura C'era una volta... presso il Complesso monumentale di San Michele a Ripa Grande a Roma con l'alto patronato del Presidente della Repubblica; nel 2010, l'allora Presidente della Repubblica Giorgio Napolitano inaugura la sua mostra Oltre il Nido, presso i Mercati di Traiano a Roma. Successivamente la stessa mostra viene presentata a Napoli a Castel dell'Ovo. Nel 2019 inaugura una mostra personale presso la Reggia di Monza e nel 2022, è presente a Dubai con una personale che riassume i suoi temi principali.
Due sono le partecipazioni di Nocera alla Biennale Internazionale d'Arte di Venezia: nel 2011 l'artista è chiamato da Vittorio Sgarbi, curatore del Padiglione Italia, e presenta una grande installazione dedicata al tema del diritto alla migrazioni dei popoli; nel 2013 partecipa agli eventi collaterali alla 55ª Biennale con il suo Libro d'acqua esposto presso il Monastero di San Nicolò al Lido di Venezia e dedicato al tema del viaggio.
Sempre nel 2011, presenta, presso il Grimaldi Forum di Monaco, l'installazione Oltre il Mare alla presenza della principessa Carolina di Monaco.
Successivamente si dedica al nuovo ciclo Il nido, rifugio in cui vivere al sicuro con i propri affetti. Da qui le sue tante figure femminili “arboree”, i cui capelli si intrecciano fino a diventare nidi capaci di accogliere la Vita. Nel 2012, inaugura la mostra Il grande Nido presso Palazzo Lombardia a Milano con la presentazione di Louis Godart. Nello stesso periodo, ispirato da una poesia della sua grande amica Alda Merini, si concentra sul tema delle farfalle, simbolo dell'anima e dei sentimenti umani.
Nel 2015, espone la sua monumentale opera Oltre il mare presso Expo 2015 a Milano. Negli anni a seguire, collabora poi con alcuni tra i più importanti hotel d'Europa con il suo progetto Art Meets Hospitality, con tele e sculture appositamente realizzate e collocate nelle lobby e nei parchi delle strutture alberghiere.
Vive e lavora tra Napoli, Roma e Firenze.

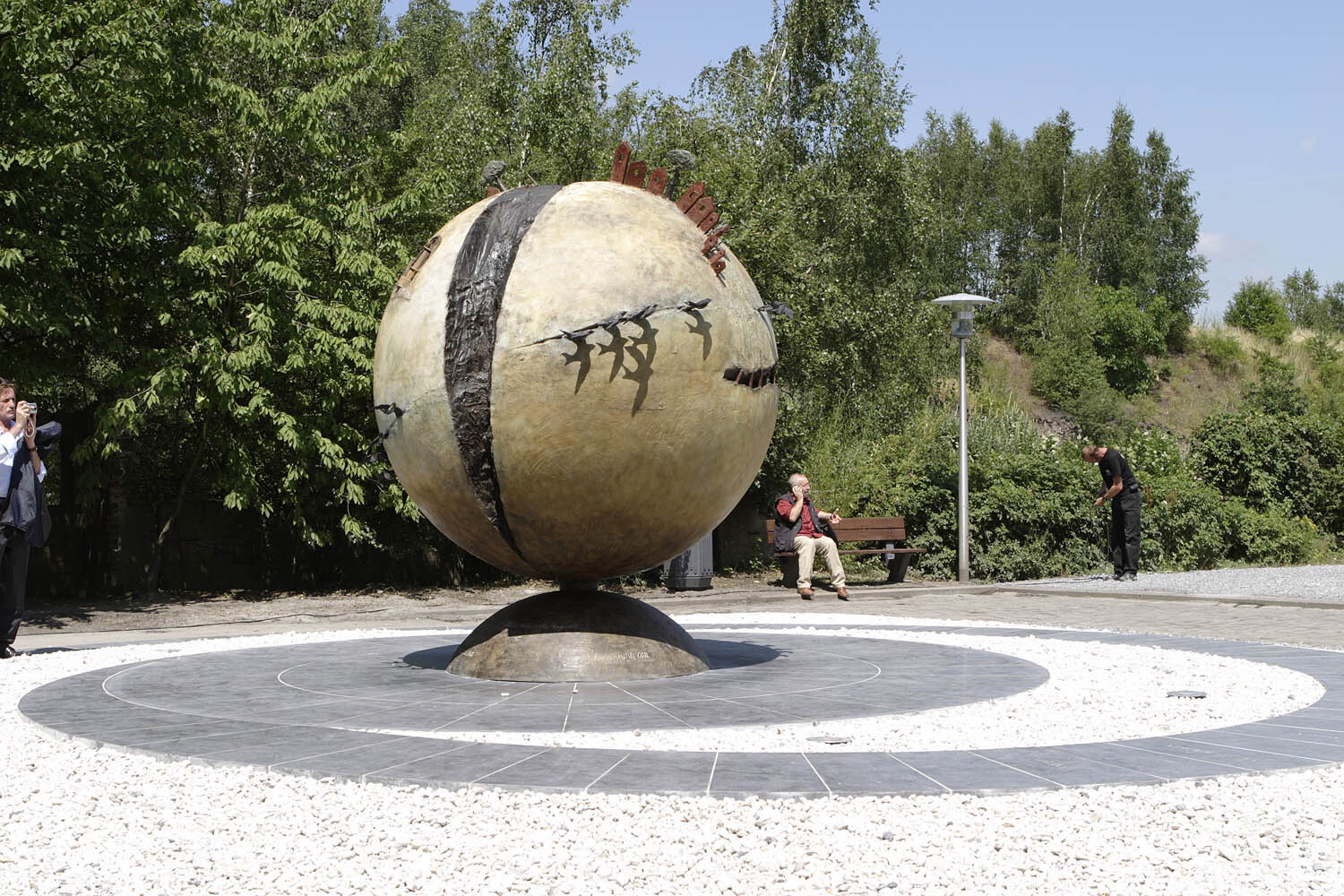
"Où la lampe passe... le mineur doit passer!", bronzo patinato, museo Le Bois Du Cazier, 2006

## Opere in luoghi pubblici
- Disegni preparatori per Où la lampe passe... le mineur doit passer!, presso Fondazione Pescarabruzzo, Pescara
- Pinocchio e la luna, scultura in bronzo, presso Aurum, Pescara[19]
- Pinocchio all'Università, tecnica mista su tela, presso Università Ca' Foscari, Venezia[20]
- Où la lampe passe... le mineur doit passer!, bronzo patinato, Ø cm 200 h. cm 270 presso Le Bois du Cazier, Marcinelle, Belgio, 2006[21]
- Il lutto del partigiano, olio su tela 100x120 cm, presso Camera del Lavoro di Parma
- L'eccidio, murales, presso Aula consiliare di Felino (PR)
- Christus Patiens, Crocefisso in smalto su formelle di ottone, presso Chiesa dello Spirito Santo dei Napoletani, Roma
- Costruttori di Pace, tecnica mista su tela 100x80 cm, presso sede CGIL FILLEA, Roma[22]
- Scappa, scultura in ferro e bronzo, presso Parco di Pinocchio, Fondazione Nazionale Carlo Collodi, Collodi (PT)
- Libro d'Artista Pinocchio - Storia di un burattino, presso Fondazione Nazionale Carlo Collodi, Collodi (PT)[23]
- Libro d'Artista Pinocchio - Storia di un burattino, presso Vaticano, Roma
- Libro d'Artista Vangeli, presso Vaticano, Roma
- Immagini Sacre, smalti su lastra di ottone, presso Vaticano, Roma
- Approdo sicuro, tecnica mista su tela 80x100 cm, presso Centre Hospitalier Princesse Grace de Monaco, Montecarlo
- L'ombra della luna, Hotel Luxembourg Parc, Parigi[24]

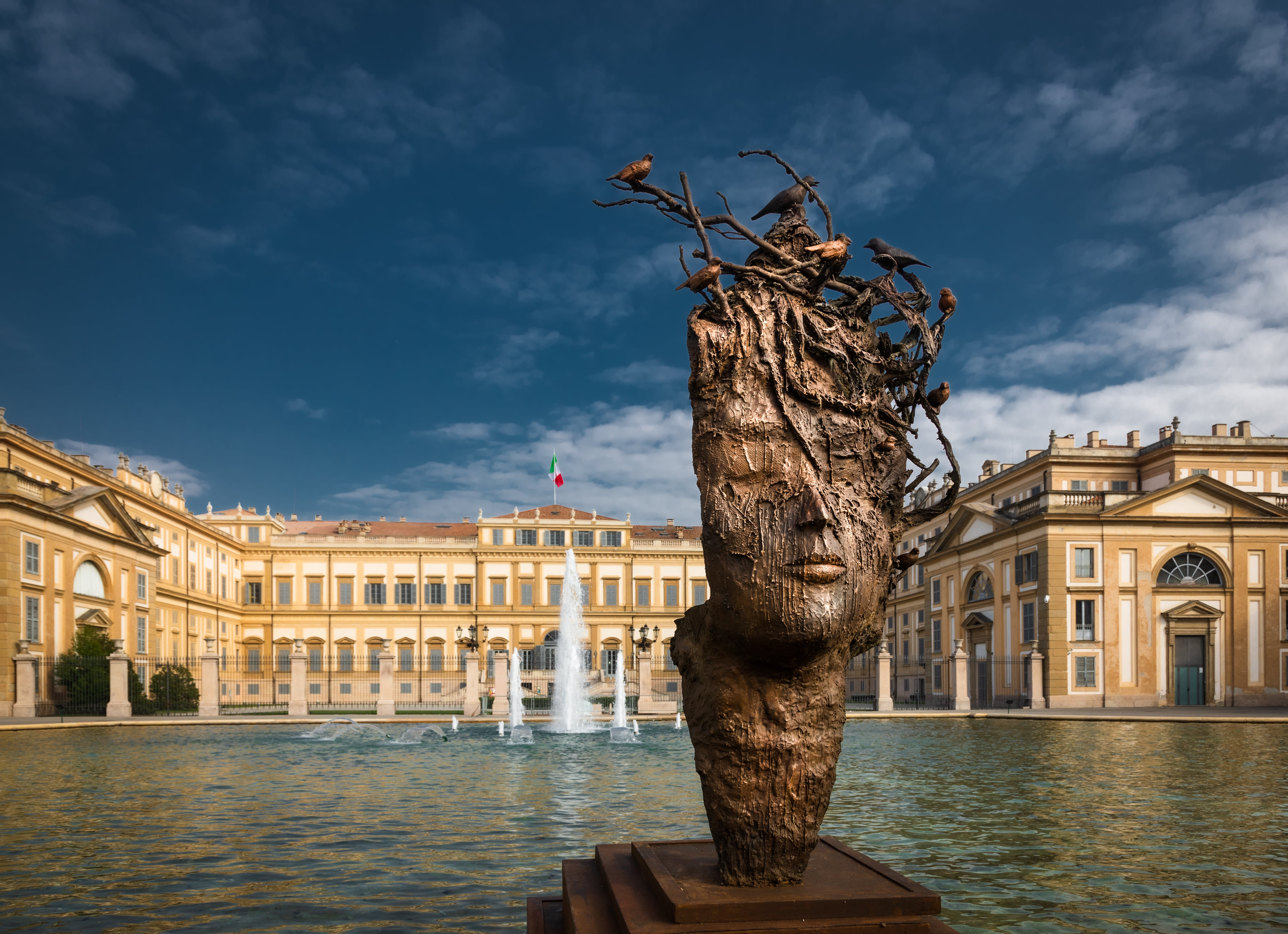
"Accoglienza", bronzo policromo, 2010

## Pubblicazioni e cataloghi
- Nocera, La rivoluzione, a cura della CD ART - Parma, con l'alto patronato della Camera dei Deputati e dell'Ambasciata di Francia in Italia, testi di Jan Claude Waquet, Giorgio Frasca Polara, Franco Piro, 1989
- Nocera, Vangeli, testi di Sua Em. Cardinale Paul Poupard, Ferruccio Ulivi, Vittorio Mathieu, Riccardo Campa, Art'È Editore, 2000
- Terres de lune, terre de fable, catalogo, testi di Lucien Rama e Tiziano Marcheselli, Art Atelier edition, CD ART, 2000
- Christus patiens, catalogo a cura di Paola Di Giammaria, presentazione di Sua Em. Angelo Sodano, Sua Em. Cardinale Camillo Ruini, Mons. Natalino Zagotto, Paola Di Giammaria, Orazio Petrosillo, Francesca Speculati, ArtAteliers Edizioni, 2005
- Marcinelle 1956-2006, AA. VV., Collane Ediesse, Futura Editrice 2006
- Antonio Nocera a cura di L. Fusco, introduzione di Giorgio Napolitano, testi di Pier Francesco Bernacchi, Mons. Claudio Stagni, 2006
- C'era una volta, catalogo con prefazione di Danielle Mazzonis, F. Galloni, F. Sicilia, S. Italia. Testi di Lucien Rama, Vincenzo Cerami, Giovanni Bollea, Mauro Giancaspro, Gianni Borgna, Vincenzo Cappelletti, Stefania Provinciali - Archivio Opere Uniche, 2007
- Oltre il nido, a cura di L. Fusco, introduzione di Umberto Croppi, Umberto Broccoli, Vincenzo Spadafora, testi di Louis Godart, Lorenzo Canova, Federica Pirani, Lucrezia Ungaro, Mauro Giancaspro, Gianni Cervetti, Mons. Natalino Zagotto, Editoriale Giorgio Mondadori, 2010
- Oltre il mare, catalogo con testi di Giorgio Napolitano, Louis Godart, Mauro Giancaspro, Vincenzo Cerami, Francesco Nicotre, Nicola Mattoscio, Carlo Ravano, Archivio Opere Uniche, 2011
- Il grande Nido, a cura di Valerio Dehò, introduzione di Roberto Formigoni, testi di Giorgio Napolitano, Mons L. Frigerio, Louis Godart, Gianni Cervetti, Giancarlo Lacchin, Mauro Giancaspro, 2012
- I Libri d'acqua,  testi di F. Marrella, N. Pellicani, Louis Godart, Mauro Giancaspro, Lorenzo Canova, L. Fusco, 2013
- Premio Pio Alterano 2014, a cura di Vittorio Sgarbi, testo di Vittorio Sgarbi, pp. 144-145 - Fondazione Pio Alferano, 2014
- Gioielli d'artista a cura di Vittorio Sgarbi, pp. 100-103, 2015
- Pochi ma buoni, testi di Roberto Masiero e Luisa Boschi, a cura della Fondazione Nazionale Carlo Collodi, 2015
- Nocera, a cura di Mimma Sardella, testi di Nino Daniele, Mimma Sardella, Maurizio Valenza, Giorgio Napolitano, Louis Godart, Mauro Giancaspro, Anna Lia Pintau, Redberry Art London Editions, 2015
- Premio Pio Alferano 2015, a cura di Vittorio Sgarbi, testo a cura di Giulia Vincenzi, pp. 13-14, Fondazione Pio Alferano, 2015
- In hoc signo a cura di Vittorio Sgarbi, Edizioni di Sofia, 2016
- Catalogo generale di Antonio Nocera - primo tomo, prefazione di Anna Lia Pintau, testi di M. Ainis, Flavio Gregori, Archivio Antonio Nocera, 2017
- Fairy Tales, a cura di Piero Addis, testo di M. Ainis, Archivio Antonio Nocera, 2019